# Гельвецизм

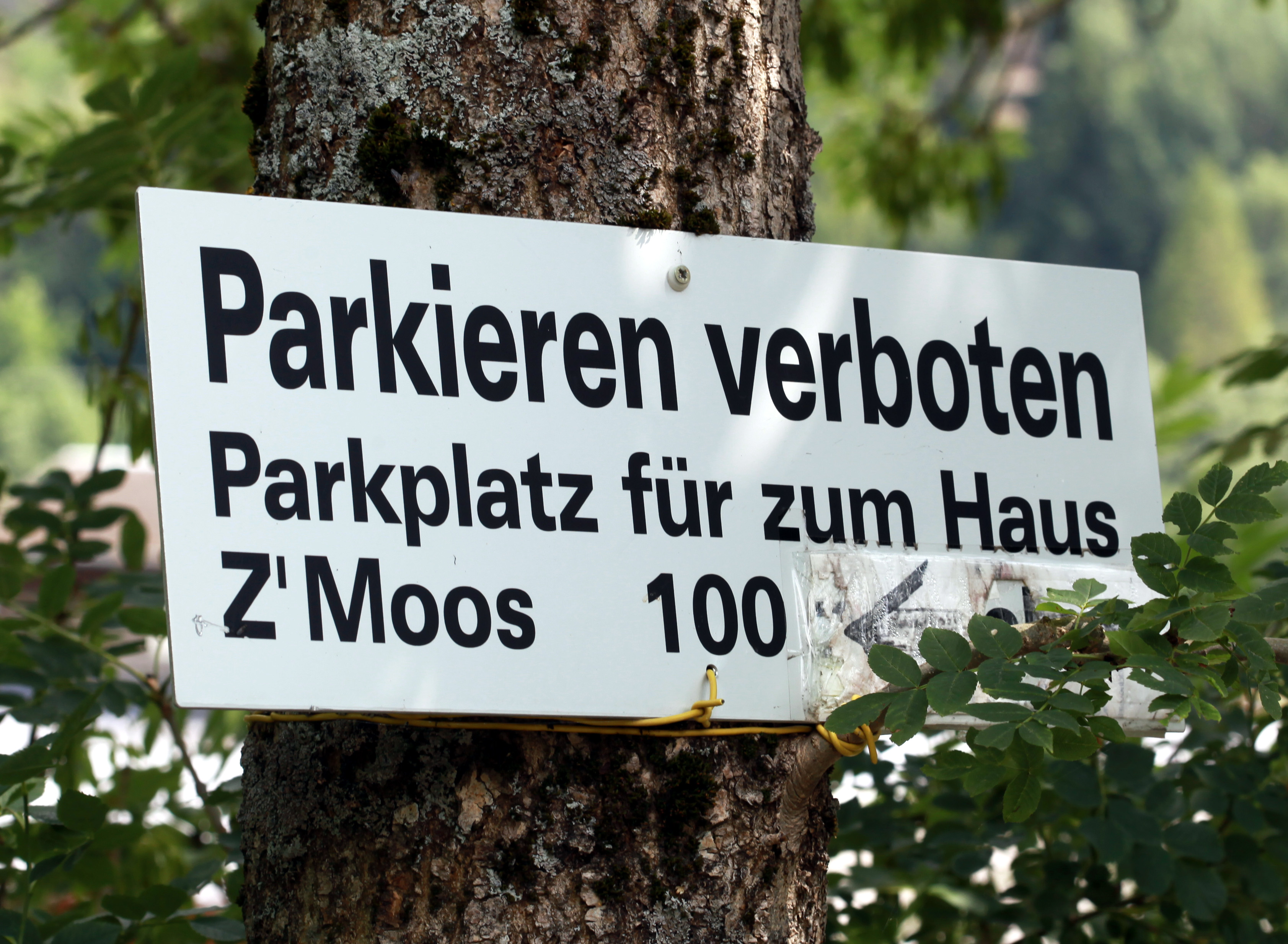
Табличка з гельвецизмом parkieren замість parken. Фіш, кантон Вале

Гельвеци́зм (нім. Helvetismus, від новолат. Helvetia і суф. -ismus) — термін на позначення слів, які вживаються в Німецькій Швейцарії мовцями швейцарського варіанту німецької мови, але не характерні для німецької мови Німеччини чи Австрії (наприклад, Bueb, parkieren). Існують також гельвецизми, які виникли у Швейцарії, але використовуються на території інших німецькомовних або ввійшли в ужиток інших мов (нім. Müsli — мюслі, нім. Putsch — путч). У широкому значенні гельвецизм означає будь-яку мовну особливість німецької мови Швейцарії, включно з фонетичними, граматичними й орфографічними особливостями.
Залежно від сфери застосування розрізняють гельвецизми, що походять зі швейцарського діалекту, коли лексика вживається переважно в усній формі, і гельвецизми швейцарського варіанту німецької, коли лексика стандартизовано вживається на письмі. В інших державах D-A-CH також існують аналогічні позначення для лексичних особливостей своїх варіантів: в Австрії — австріцизми, у Німеччині — тевтонізми.
Більшість гельвецизмів походить з алеманського діалекту (наприклад, Beiz, Guetzli, Hag, Metzgete, Morgenessen, Rande, Rüebli, Sackmesser), частина — із французької мови (Poulet, Coiffeur та інші). У сучасних реаліях до списку гельвецизмів включаються також деякі англійські запозичення (Goalie, Penalty), які не мають такого ж звичного поширення і вжитку серед мовців німецької в Німеччині чи Австрії.